# Rudolf John Gorsleben
Rudolf John Gorsleben (Metz, 16 marzo 1883 – Bad Homburg vor der Höhe, 23 agosto 1930) è stato un giornalista e drammaturgo tedesco dedito al'ariosofia e all'armanismo.

## Biografia
Nacque a Metz, prima roccaforte dell'esercito tedesco nella Reichsland Elsaß-Lothringen (Alsazia-Mosella)
Combatté in un'unità tedesca di stanza ai confini dell'Impero ottomano durante la prima guerra mondiale.
Al termine del conflitto, Gorsleben tornò a Monaco, dove conobbe Dietrich Eckart che lo iniziò nella Società Thule. Nell'aprile del 1919 furono entrambi imprigionati dai membri dei Repubblica Bavarese dei Consigli. L'interrogatorio di Eckart scongiurò la condanna a morte.
Il 18 dicembre 1920 relazionò alla Thule in tema di arianesimo.
Il 29 novembre 1925 costituì la Edda-Gesellschaft, società della quale diventò membro Mathilde Ludendorff. Fu membro dell'Ordine dei Nuovi Templari e della società esoterica fondata da Guido von List a Vienna nel 1908. Ebbe contatti con Jörg Lanz von Liebenfels e con Karl Maria Wiligut, il rasputin di Himmler.
Fondatore della rivista Hagal, nel 1930 diede alle stampe il libro Hoch-Zeit der Menschheit ("The Zenith of Humanity"), noto anche come la bibbia dell'armanismo e testo di riferimento del neopaganesimo europeo, tradotta in inglese da Karl Hans Welz.
Gorsleben morì a Bad Homburg, a causa di un disturbo cardiaco.